# Der er noget galt i Danmark
Der er noget galt i Danmark er en dansk sang i to vers og fire omkvæd, skrevet og indsunget af den danske sanger John Mogensen i 1971. Sangen findes på Mogensens første soloalbum John Mogensen fra samme år og udkom som single med "Livet er kort" som b-side.
"Der er noget galt i Danmark" var oprindelig en sang, der var skrevet til Peter Belli, men da Bellis daværende producer Johnny Reimar ikke fandt den egnet til udgivelse pga. bandeordene i teksten, beholdt Mogensen den selv. Jørn Hjorting der var radiovært på Dansktoppen havde af samme grund sine forbehold over for nummeret, men godkendte alligevel afspilningen i radioen med det resultat, at sangen øjeblikkeligt blev et kæmpehit i Danmark.
Med "Der er noget galt i Danmark"s succes, fik John Mogensen et stort gennembrud som solist. Der var tale om en politisk protestsang, hvor Mogensen gik i rette med naturens ødelæggelse og samfundets forurening til skade for den enkelte dansker. Også det moderne 70’er-byggeri i København, "Prøv blot at se hva' der sker i de gamle gader, midt i vor by København, hæslige kasser skyder op, nu er turen også kommet, til det kære Christianshavn", fik kritik i nummeret. Trods de eksplicitte protestlinjer, der ikke var almindelige for dansktop-sange på dén tid, lå Mogensens sang 16 uger på hitlisten, heraf seks uger som nummer 1.
Ikke alle i Danmark var enige i nummerets politiske budskab. Gladsaxe Kommunes daværende borgmester Erhard Jakobsen (senere stifter af partiet Centrum-Demokraterne), lavede samme år en modsang til Mogensens hit, som han kaldte "Dybbøl Mølle maler stadig". Denne sang blev dog igen besvaret af Mogensen i nummeret "Erhard".

## Eftertiden
"Der er noget galt i Danmark" regnes i dag som en klassiker inden for dansk popmusik. Den har været fremført af en del musikere og sangere gennem årene, blandt andet i 2018 i forbindelse med årets Dansktop Pris. Her fremførte bandet Humørekspressen nummeret som en del af et medley til hyldest for John Mogensen.

## Eksternt link
- "Der er noget galt i Danmark" af John Mogensen – youtube.com